# Władysław Janusz
Władysław Janusz (ur. 7 grudnia 1949 w Przeworsku) – polski chemik, dr hab. nauk chemicznych, profesor Instytutu Nauk Chemicznych i dziekan Wydziału Chemii Uniwersytetu Marii Curie-Skłodowskiej.

## Życiorys
Studiował chemię na Wydziale Matematyki, Fizyki i Chemii Uniwersytetu Marii Curie-Skłodowskiej, 24 listopada 1980 obronił pracę doktorską Elektrochemiczne efekty adsorpcji niektórych jonów na węglanowych minerałach cynku, 19 września 2000 habilitował się na podstawie pracy zatytułowanej Problemy wyznaczania stałych równowag termodynamicznych opisujących reakcje formowania się kompleksów powierzchniowych na granicy faz tlenek metalu/roztwór elektrolitu. 19 kwietnia 2007 nadano mu tytuł profesora w zakresie nauk chemicznych.
Objął funkcję profesora w Instytucie Nauk Chemicznych oraz dziekana na Wydziale Chemii Uniwersytetu Marii Curie-Skłodowskiej.